# Новознаменка (Кур'їнський район)
Новозна́менка (рос. Новознаменка) — селище у складі Кур'їнського району Алтайського краю, Росія. Входить до складу Краснознаменської сільської ради.

## Населення
Населення — 43 особи (2010; 66 у 2002).
Національний склад (станом на 2002 рік):
- росіяни — 65 %
- казахи — 29 %